# أرنولفو آرياس
أرنولفو أرياس مدريد (بالإسبانية: Arnulfo Arias Madrid) (15 أغسطس 1901 - 10 أغسطس 1988)، هو طبيب وكاتب وسياسي بنمي شغل منصب رئيس جمهورية بنما من عام 1940 إلى عام 1941، ومرة أخرى من عام 1949 إلى عام 1951، وأخيراً لمدة 11 يومًا في أكتوبر 1968. وهو الاخ الاصغر لهارموديو أرياس مدريد الذي شغل أيضا منصب رئيس جمهورية بنما.

## سیره
ولد أرنولفو أرياس مدريد في بينونومي، مقاطعة كوكلي، في 15 أغسطس 1901. كان ابن أنطونيو أرياس وكارمن مدريد،
بدأ أرياس دراسته في الأخوة المسيحية الفرنسية (المعروفة اليوم باسم لاسال) في مدينته الأم وتلقى تعليمه الثانوي في مدينة نيويورك. درس الطب والجراحة في جامعة هارفارد وجامعة شيكاغو. وفي وقت لاحق، تخصص في الطب النفسي والتوليد والغدد الصماء.

## روابط خارجية
- أرنولفو آرياس على موقع الموسوعة البريطانية (الإنجليزية)
- أرنولفو آرياس على موقع مونزينجر (الألمانية)